# Florence Griffith Joyner
Delorez Florence Griffith-Joyner, más conocida como Florence Griffith Joyner y popularmente llamada Flo-Jo (Los Ángeles, California; 21 de diciembre de 1959-Mission Viejo, California; 21 de septiembre de 1998) fue una atleta estadounidense especialista en pruebas de velocidad, que ganó tres medallas de oro y una de plata en los Juegos Olímpicos de Seúl 1988 y batió las plusmarcas del mundo de 100 y 200 m.

## Biografía

### Inicios
Proveniente de una familia muy humilde, la séptima de los once hijos de Robert, electricista, y Florence Griffith, costurera, empezó desde niña a destacar en las carreras, en las que ganaba a los chicos de su edad o incluso mayores. Pese a sus prometedoras cualidades, el atletismo no ofrecía un porvenir que resolviera las dificultades económicas de su familia, por lo que al terminar la secundaria lo abandonó para ponerse a trabajar. Todo cambió cuando conoció a Bob Kersee, que sería su entrenador y que rápidamente vio su potencial como velocista de clase mundial. Le consiguió una beca para estudiar en la Universidad de California (UCLA), y empezaron a trabajar. Rápidamente llegaron los resultados. Florence ganó varios títulos en los Campeonatos Universitarios de Estados Unidos (NCAA), y sus tiempos en 100 y 200 m mejoraron sustancialmente.

### Primeros éxitos
En 1983 participó en los I Campeonatos del Mundo celebrados en Helsinki, donde fue 4.ª en los 200 m. Al año siguiente consiguió la medalla de plata de los 200 m en los Juegos Olímpicos de Los Ángeles 1984, solo superada por su compatriota Valerie Brisco-Hooks.

### 1988
El año siguiente sería su gran año, el año de las plusmarcas mundiales y de los Juegos Olímpicos de Seúl 1988. En los trials de Indianápolis, clasificatorios para los Juegos, corrió los 100 m en unos asombrosos 10,49, una plusmarca del mundo que pulverizaba la anterior de 10,76 que tenía Evelyn Ashford, y que aún hoy continúa siendo casi inalcanzable para cualquier atleta femenina. Ya en los Juegos de Seúl, su actuación fue realmente memorable, ganando las medallas de oro en 100 m, 200 m y relevos 4 × 100 m, además de una plata en los relevos 4 × 400 m. A destacar que en la prueba de 200 m, batió por dos veces la plusmarca mundial, una en semifinales y otra en la final, siendo los 21,34 de esta última la actual plusmarca mundial de la prueba.

### Después de los Juegos
Después de los Juegos, Griffith se casó con el también atleta Al Joyner, campeón olímpico de triple salto y hermano de la atleta Jackie Joyner-Kersee (a su vez casada con Bob Kersee, entrenador de Florence), y temporalmente se apartó del atletismo. En noviembre de 1990 nació su hija Mary Ruth Joyner.
Poco después de los Juegos Olímpicos, con 29 años y en la cúspide de su carrera, anunció su retirada de las pistas. Convertida en el ídolo mediático del momento, se dedicó a la publicidad, promocionando toda clase de productos. Tuvo su propia línea de ropa e incluso sacaron una muñeca llamada Flo-Jo.

## Muerte
El 21 de septiembre de 1998 murió mientras dormía en su casa en Canyon Crest, un vecindario de Mission Viejo, a la edad de 38 años. Su inesperada muerte fue investigada por el sheriff del condado, el cual anunció el 22 de septiembre que la causa de su muerte fue asfixia durante una convulsión severa por epilepsia. Se le encontró que tenía un hemangioma cavernoso, una anormalidad cerebral vascular congénita que hizo convulsionar a Joyner. Según su familia, sufría de convulsiones tónico/clónicas desde 1990 y había sido tratada por eventos convulsivos en 1993 y 1994. Según la oficina del sheriff en Orange County la única medicación que se encontró en su organismo al momento de su muerte eran dosis mínimas de medicamentos comunes: acetaminofen (Tylenol) y el antihistamínico Benadryl.

### Las sospechas de uso de drogas para mejorar el rendimiento
Se la recuerda por su imagen excéntrica, con unas ropas de colores llamativos y maquillajes espectaculares que la hacían inconfundible en las pistas de atletismo, destacando por encima de todo sus larguísimas y decoradas uñas. Aunque muchas velocistas evitaban los adornos para correr cómodamente, Joyner mantuvo el cabello largo y usaba pendientes grandes mientras competía. Esto contribuyó a aumentar su popularidad y a realzar sus impresionantes logros deportivos.
Y en segundo lugar por las sospechas en torno a sus portentosas cualidades y el posible uso de métodos ilícitos para aumentar su rendimiento, unas sospechas que tenían como base el propio aspecto hipermusculado de Florence, de 1,70 m y 57 kg, que además se había incrementado de forma notable en muy poco tiempo y su temprano retiro de la actividad deportiva. A esto se sumó por esa misma época el escándalo desatado por el caso Ben Johnson, y el creciente interés de los medios de comunicación por los temas relacionados con el dopaje.
Griffith Joyner se retiró de la pista y el campo competitivo después de su triunfo olímpico en 1988. Fue puesta a prueba en varias ocasiones durante la competición, y logró pasar todas estas pruebas antidopaje. Griffith Joyner hizo pública su decisión de retirarse de la competición olímpica una semana después de que se anunciara que las pruebas de drogas al azar fuera de competición se instituirían durante la temporada de 1989.
En este sentido su temprana muerte a los 38 años reactivó la polémica en torno a las causas que la habían provocado.

## Resultados

### Competiciones
- Mundiales de Helsinki 1983 - 4.ª en 200 m (22,46)
- Juegos Olímpicos de Los Ángeles 1984 - 2.ª en 200 m (22,04)
- Mundiales de Roma 1987 - 2.ª en 200 m (21,96), 1.ª en 4 × 100 m (41,58)
- Juegos Olímpicos de Seúl 1988 - 1.ª en 100 m (10,54w), 1.ª en 200 m (21,34), 1.ª en 4 × 100 m (41'98), 2.ª en 4 × 400 m (3:15,51)

### Marcas personales
- 100 metros - 10,49 (Indianápolis, 1988). Récord del Mundo
- 200 metros - 21,34 (Seúl, 1988). Récord del Mundo
- 400 metros - 50,89 (Los Ángeles, 1985)

### Plusmarcas del mundo
100 metros:
- 10,49 (Indianápolis, 16 Jul 1988)

200 metros:
- 21,56 (Semifinal Seúl, 29 Sep 29 1988)
- 21,34 (Final Seúl, 29 Sep 29 1988)